# Ридт-бай-Нерах
Ридт-бай-Нерах (нем. Riedt bei Neerach) — населённый пункт в Швейцарии, в кантоне Цюрих. 
Входит в состав округа Дильсдорф. Находится в составе коммуны Нерах.

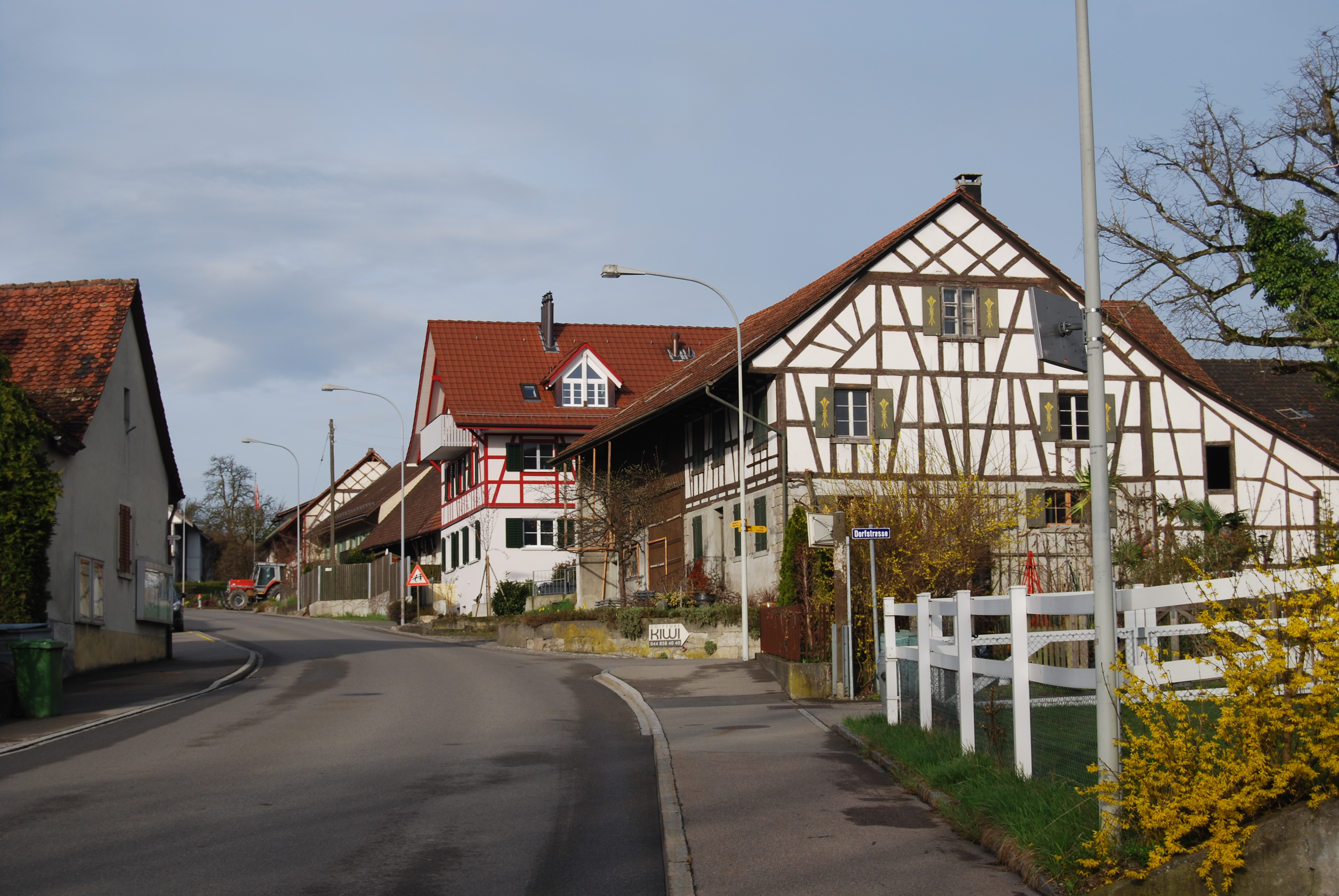
Ридт-Нерах